# آهنگ در فردا
آهنگ در فردا (به انگلیسی: Tune in Tomorrow) فیلمی محصول سال ۱۹۹۰ و به کارگردانی جان امیل است. در این فیلم بازیگرانی همچون باربارا هرشی، کیانو ریوز، پیتر فالک، دی‌دی فایفر، پاتریشا کلارکسون، ریچارد پورتنو، آدام لوفیور، هنری گیبسون، پیتر گلگر، دن هدایا، باک هنری، هوپ لانگ، جان لاروکات و الیزابت مک‌گاورن ایفای نقش کرده‌اند.